# City Park Golf Courses
De City Park Golf Courses is een golfcomplex in de Verenigde Staten en werd opgericht in 1902. Het golfcomplex bevindt zich in een stadspark (City Park) van New Orleans in Louisiana en heeft drie 18-holes golfbanen met een par van 72.

## Geschiedenis

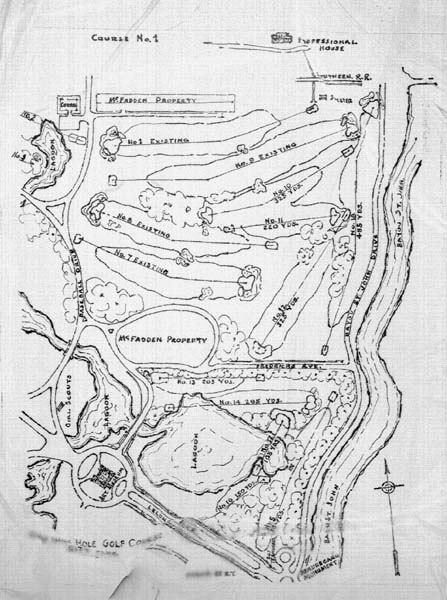
Golfkaart van de City Park in 1938

De eerste golfbaan van de City Park was een 9-holes golfbaan en werd gebouwd in 1902. In 1921 werd de golfbaan uitgebreid tot een 18 holesbaan en een jaar later werd de baan verder uitgebreid tot een 27-holes-baan, in 1922. De 27 holesbaan kreeg een naam: de "South Course" of de "Number 2 Course".
In 1933 kreeg de Emergency Relief Administration (ERA), een golfbedrijf, geld van de federale overheid om tussen de 'Harrison Avenue' en de spoorwegen een golfbaan te ontwerpen. De golfbaan werd vernoemd tot de "East Course" of de "Number 1 Course" en werd ontworpen door de golfbaanarchitect William Wiedorn. In 1934 begonnen de werkzaamheden voor de "East Course"-golfbaan en werd op 14 januari 1935 officieel geopend. De lengte van de baan was 5893 m (6445 yards). Van 1938 tot en met 1962 werd de "East Course"-golfbaan veertien keer gebruikt voor het New Orleans Open.
In 1957 werd de derde golfbaan geopend voor het publiek, de "West Course". In 1968 werd de vierde en laatste golfbaan geopend: de "North Course".
Tijdens de jaren 1990 werden de vier golfbanen van het golfcomplex vernoemd tot de "Bayou Oaks Golf Complex". Ondanks de naamwijziging, spraken de mensen nog steeds de "South"-, "East"-, "West"- en "North"-baan.
In 2005 werd de stad New Orleans getroffen door de orkaan Katrina en het golfcomplex werd volledig vernield. In 2009 werd de "North"-baan volledig gerenoveerd en in 2011 besloot het stadbestuur om twee nieuwe 18 holesbanen met een par van 72 aan te leggen.

## Golftoernooien
- Zurich Classic of New Orleans: 1938-1942, 1944-1946, 1948 & 1958-1962.